# Sant Quirze Safaja
|  | Per a altres significats, vegeu «Església de Sant Quirze Safaja». |

Sant Quirze Safaja és un poble i municipi de la comarca del Moianès. Fins al 2015 estigué adscrit a la del Vallès Oriental.
Està situat a l'extrem sud-est del Moianès, al nord-oest del Vallès Oriental. Limita a migdia amb els termes municipals de Sant Feliu de Codines i de Bigues i Riells del Fai, del Vallès Oriental; a llevant, amb el del Figueró, també del Vallès Oriental, i amb el de Sant Martí de Centelles, d'Osona; al nord, amb el de Castellcir, del Moianès, i a tramuntana (nord) amb els de Castellterçol, igualment del Moianès, i de Gallifa, que pertany al Vallès Occidental.
Pertany al Bisbat de Vic i, en canvi, des del punt de vista del Partit Judicial, d'Hisenda i del registre de la propietat, pertany a Granollers.

## Etimologia
Justifica el nom del poble, que és el mateix de la seva parròquia principal, l'advocació parroquial a Sant Quirze i a Santa Julita, per un cantó, i, per l'altre, al fet que l'indret on es troba el poble havia estat, fins a l'alta edat mitjana, una immensa fageda.

## Geografia
- Llista de topònims de Sant Quirze Safaja (Orografia: muntanyes, serres, collades, indrets..; hidrografia: rius, fonts...; edificis: cases, masies, esglésies, etc).

Termes municipals limítrofs:
| Castellterçol         | Castellcir | Sant Martí de Centelles |
| Gallifa               |            | Figaró-Montmany         |
| Sant Feliu de Codines |            | Bigues i Riells del Fai |

### Perímetre del terme municipal
Comença la descripció d'aquest perímetre a la riera de Sant Quirze, en el lloc on es troben els termes municipals de Castellcir, Castellterçol i Sant Quirze Safaja, a ponent del Solà del Boix i al nord-oest de Cal Carabrut.

#### Termenal amb Castellcir
En aquest lloc, la línia del terme s'adreça cap a llevant, seguint una forma ondulada pel nord del Solà del Boix, fins que arriba al Tenes, deixant al nord les masies del Mas Torroella i de Puigdomènec, just a la cua de l'Embassament de Sant Quirze Safaja. Des d'aquest lloc s'enfila cap al nord de la masia de Can Gall, i va a cercar el vessant de ponent de la Serra de Bernils, a la qual, però, no acaba d'enfilar-se del tot. Deixa a llevant la masia de Can Riera, el Pla de Can Riera, les masies de la Corona i de Serratacó i Serracarbassa i a ponent la del Vilardell, travessa la Baga de Serratacó i la del Bosc, deixa a ponent la masia del Bosc, travessa la Solella del Bosc i la Baga de la Balma Fosca, sempre pel vessant nord-oest de la Serra de Bernils, i baixa a trobar el torrent del Bosc, a migdia de les Solanes, on el terme de Sant Quirze Safaja arriba al seu punt més septentrional. Des d'aquest lloc, el termenal gira cap al sud-est, pel vessant nord-est de la Serra de Bernils, fins que arriba al punt, a uns 400 metres al nord-est de la masia de Barnils, al Serrat de la Creueta, on es troben els termes de Castellcir, Sant Quirze Safaja i Sant Martí de Centelles.
És un recorregut de quasi 6 quilòmetres i mig, que deixa en terme de Sant Quirze Safaja terres del Solà del Boix, Can Gall, Can Riera, la Corona, Serratacó, Serracarabassa i Bernils, i en terme de Castellcir, terres del Mas Torroella, Puigdomènec, el Vilardell, el Bosc i les Solanes.

#### Termenal amb Sant Martí de Centelles
Des del Serrat de la Creueta, la línia divisòria dels termes de Sant Quirze Safaja i Sant Martí de Centelles emprèn la direcció sud, a llevant de la Mare de Déu del Roser de Can Barnils i de la masia de Barnils, travessa el torrent de l'Espluga i continua cap al sud per la dreta d'aquest torrent, pel vessant de ponent de la serreta que delimita pel costat de llevant la vall del torrent esmentat. Conforme avança cap al sud va pujant cap a la carena, que assoleix a la Collada, des d'on encara continua cap al sud fins a la Carassa. Des d'aquest turó, davalla cap al sud-est, pel costat est de la Solella de Can Bernat, travessa la carretera C-1413b una mica al sud-oest de la fita quilomètrica 8, i s'adreça a un torrent que passa ran, al nord-est, de Cal Mestre.
Des d'aquest lloc segueix per aquest torrent cap al sud-est, però l'abandona de seguida per continuar en línia recta cap a llevant de la masia dels Plans i baixa cap a trobar el curs del Rossinyol. Quan arriba a la llera del torrent, torç en angle recte cap al nord-est, i va a cercar el torrent de les Roquetes, que segueix aigües amunt. Després, continua pel torrent del Mas Bosc, que segueix sempre aigües amunt fins a la capçalera. Deixa al nord, en terme de Sant Martí de Centelles, el Mas Bosc, el Puig Romaní, la masia de Bellavista Nova i la Serra de Puig-arnau. Al cap de poc arriba al capdamunt dels Cingles de Bertí, a migdia de Bellavista Vella i al sud-oest de la Trona, on salta la cinglera en direcció sud-est seguint el curs del torrent de la Font del Boix fins als Sots, al sud-oest del Coll de la Pedra Dreta i a llevant de les restes de la masia de Can Rombella. En aquest lloc es troben els termes municipals de Sant Quirze Safaja, Sant Martí de Centelles i el Figueró.
Es tracta d'una línia de quasi 8 quilòmetres, que deixa en terres de Sant Quirze Safaja les propietats de Bernils, Serracarbassa, Serratacó, Can Bernat, Cal Mestre, els Plans, Cabanyals, Cal Quitzo, el Soler de Bertí, Bernils (de Bertí), Can Rombella, Cal Rosso i Can Volant, i pel costat de Sant Martí de Centelles, el Fabregar, Can Marçó, Can Ferrer, Ca n'Aliguer, la Vall, el Mas Bosc, Bellavista Nova, Bellavista Vella, Can Ragidell i Castellar.

#### Termenal amb el Figueró
Des del punt tritermenal anteriors, la línia divisòria de Sant Quirze Safaja i el Figueró, en terres del poble de Montmany de Puiggraciós, segueix per sota de la cinglera, aproximadament per la cota 600, deixant a ponent del Bosc Negre, de forma més o menys paral·lela per ponent al torrent del Bosc Negre. Deixa així a l'oest el capdamunt de la cinglera, amb l'antic poble de Bertí al pla que corona els Cingles de Bertí, mentre queden a llevant els masos que conformaven el poble disseminat de Montmany, inclòs el Castell de Montmany. Sense perdre alçada, el termenal s'adreça cap a migdia, fins que assoleix el Collet de Can Tripeta, al nord del Puiggraciós, on es troben els termes municipals de Sant Quirze Safaja, el Figueró i Bigues i Riells del Fai.
Són 3,3 quilòmetres de termenal, que deixa en terme de Sant Quirze Safaja les terres de Can Rombella, Cal Rosso, Can Volant, el Sot del Grau i Cal Mestret, i pel costat de Montmany, del terme del Figueró, la Miquelona, el Romaní, la Casa Blanca, Cal Pèl-roig, l'Ullar i la Rovira.

#### Termenal amb Bigues i Riells del Fai
El termenal amb el poble de Riells del Fai, del terme de Bigues i Riells del Fai, discreta íntegrament per la paret dels Cingles de Bertí, des del Collet de Can Tripeta, a llevant, fins al costat de ponent de Sant Miquel del Fai, a l'oest, oscil·lant entre la cota 700, a l'est, la 600, més a l'oest, i la 450, a l'extrem occidental. Del Collet de Can Tripeta puja cap al nord-oest, per assolir la cinglera, des d'on s'adreça sempre cap a l'oest, fent algunes inflexions seguint el relleu dels cingles. Passa pel Grau Mercader, les Balmes del Traver, el capdamunt de les Costes del Traver i del Sot de Bellobir, el Grauet de Quintanes, el capdamunt de les Costes d'en Quintanes, sota mateix del Turó de les Onze Hores i de la Plaça dels Cèntims. A l'entorn d'aquest turó, que destaca en el paisatge que l'envolta, el termenal penetra cap a l'est per abraçar tota la capçalera del torrent de Llòbrega, amb el Grau de les Escaletes i els saltants d'aigua del Barbot Negre i el Salt de Llòbrega, que obre, als seus peus, en terme ja de Bigues i Riells del Fai, el Gorg de les Donzelles, la Cova del Moro i el torrent del Traver.
Tot seguit troba, cap al nord, el Sot de l'Ullar, per on davalla el torrent de l'Ullar, tancat a ponent pel Turó de l'Ullar amb la curiosa formació dels Suros en el costat oriental, la Plaça de les Bruixes en el de migdia, i el Paller del Boll a l'occidental. Després, el Grauet de l'Ullar, el capdamunt de la Madellota i de les Costes d'en Batlles, i la Roca Roja, a l'extrem de ponent de la qual la cinglera gira cap al nord, seguint el límit est de la Vall de Sant Miquel. Passa pel capdamunt de les Costes de Sant Miquel, per on puja el Camí de Sant Miquel del Fai, que procedeix del poble de Riells del Fai, i arriba al monestir de Sant Miquel del Fai, que queda just dessota de la línia del terme i, per tant, en el terme municipal de Bigues i Riells del Fai. Aquesta línia travessa el torrent del Rossinyol i, altre cop cap a ponent, segueix la cinglera fins troba la vora esquerra del Tenes, on es troben els termes de Sant Quirze Safaja, Bigues i Riells del Fai i Sant Feliu de Codines.
És un termenal de quasi 7 quilòmetres, que deixa en terme de Sant Quirze Safaja tot el territori del poble de Bertí, amb les propietats de Cal Mestret, el Traver, la Serra, l'Ullar, l'Onyó i, ja en territori del poble de Sant Quirze Safaja, el Serrà; pel costat de Bigues i Riells del Fai es tracta de terres de Riells del Fai, amb les heretats de Can Coll, Can Carbassot, Can Berga Vell, Can Quintanes, Can Berga, Can Verdereny, Can Figueres, Can Tabola, Can Peric, Can Batlles, Can Jaume, la Pineda i la Madella.

#### Termenal amb Sant Feliu de Codines
A partir del punt anterior, al capdamunt del Salt d'aigua del Tenes, la línia que separa Sant Quirze Safaja de Sant Feliu de Codines segueix aigües amunt el Tenes, fins al Gorg Negre. En aquest gorg, el termenal abandona el riu i puja cap al nord-oest, fent un arc, aigües amunt del torrent del Collet de la Torrentera, travessa la carretera C-1413b, passa a migdia de la urbanització de les Clotes, travessa el Bosc de Fornots, va a buscar el límit sud de la urbanització dels Pinars del Badó i arriba a la carretera C-59 en el Coll de Poses, al quilòmetre 26 d'aquella carretera. Deixa la Masia Coll de Poses al nord, en terme de Sant Quirze Safaja i altres dependències de la masia al sud, en terme de Sant Feliu de Codines, i, sempre cap a l'est-sud-est, va a cercar la Feixa Perduda, a migdia del Maset, per adreçar-se al Serrat de l'Escaiola a els Palenys. En aquest punt, gira cap al nord-oest, seguint tot el Serrat de l'Escaiola, deixant al nord el Rost de les Pinasses, fins al Collet dels Termes, on es troben els termes municipals de Sant Quirze Safaja, Sant Feliu de Codines, Gallifa i Castellterçol.
És una línia de 5,7 quilòmetres, que deixa en terme de Sant Quirze Safaja les terres del Serrà, les Torres, el Molí de Llobateres, el Molí de Baix, les Clotes, El Badó, Poses, la Masia Coll de Poses, el Maset i Pregona, i en el terme de Sant Feliu de Codines, les del Flequer, de la Masia Coll de Poses, que té terres a banda i banda del límit dels termes municipals, i de Can Bosc.
Hi ha El Rost de les Alzines, un paratge del terme municipal.

#### Termenal amb Gallifa
El termenal amb Gallifa és un únic punt de contacte, al Collet dels Termes, en terres de la Roca pel costat de Gallifa, i de Pregona pel de Sant Quirze Safaja.

#### Termenal amb Castellterçol
Des del Collet dels Termes, la línia del terme arrenca cap al nord-oest, seguint el vessant oriental de la Serra del Bosc Gran, deixant el Bosc Gran a llevant i les Planes, la Sesta i els Planots a ponent. Continua en la mateixa direcció fins que arriba just a ponent de la Font de Puigcastellar, a la capçalera de la riera de Puigcastellar. Segueix aigües avall aquesta riera, a ponent i després al nord del Serrat de la Sabatera.
Aquesta riera, poc després, canvia de direcció i emprèn cap a l'est-sud-est, travessa la carretera C-59 i de seguida s'aboca en la riera de Sant Quirze, a prop i al nord-oest de Cal Carabrut. Des de la mateixa intersecció de les dues rieres puja cap al nord una carena, que parteix pel mig les terres del Solà del Boix. Just en aquest lloc, al sud-est de la Solella de la Noguera, es troba la fita comuna dels termes de Castellterçol, Sant Quirze Safaja i Castellcir.
És un tram de poc més de tres quilòmetres, que discorre per terres de, en terme de Castellterçol, de les Pujades, l'Era de les Cases i la Teuleria, i del Maset, Pregona, les Saleres i el Solà del Boix, pel costat de Sant Quirze Safaja.

### Les unitats del terme municipal
Té 25,89 km² i està integrat per dues parròquies, la de Sant Quirze Safaja, que dona nom al municipi, i la de Sant Pere de Bertí, situada en un sector del terme més vinculat amb Sant Martí de Centelles i, per tant, en un vessant més osonenc. Cadascuna de les dues parròquies o entitats del terme té una geografia i característiques diferents, malgrat la seva unió municipal a partir del 1835.

#### Parròquia de Sant Quirze Safaja
La parròquia de Sant Quirze Safaja s'estén de la cinglera del Fai (520 m), pertanyent a l'extrem occidental dels Cingles de Bertí, fins als cimals de la serra de Bernils (844 m) i del coll de Poses (705 m) fins al trencall de Puigdolena (705 m). La majoria de les seves aigües van directament al Tenes, llevat d'un petit sector del costat nord-est que van al Rossinyol, o torrent de Roca Gironella, que s'uneix al Tenes sota Sant Miquel del Fai.

#### Bertí
La parròquia de Bertí és al sector de llevant del terme, en una plataforma enlairada, un xic inclinada vers el sud-oest. Està perfectament delimitada a l'est i al sud per la cinglera que porta el seu nom i al nord i a l'oest pel torrent de les Roquetes i el de Roca Gironella o el Rossinyol. És drenada per aquests torrents i els de Puigfred, de Bertí i del Sot de la Font Llòbrega, afluents del Tenes per l'esquerra. L'altitud de la plataforma de Bertí va dels 750 metres als 952 del Puigfred, la seva màxima cota.

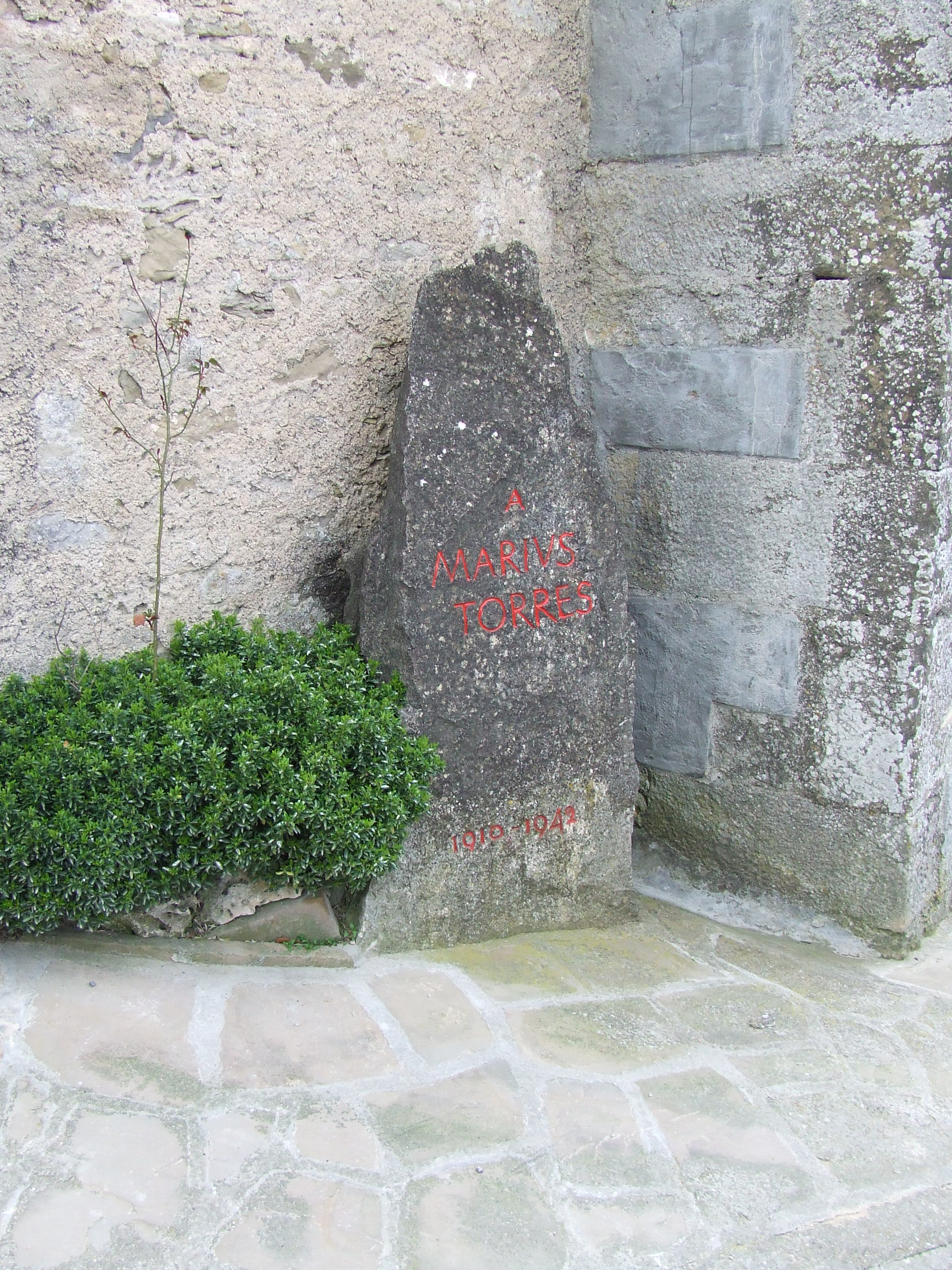
Record de Màrius Torres, a la porta del cementiri del poble

#### El poble de Sant Quirze Safaja
El poble vell, que consta de poques cases agrupades en un únic carrer coronat al nord-est per l'església parroquial de Sant Quirze i el cementiri, es troba acinglerat dalt d'un esperó rocós que es dreça a l'esquerra del Tenes. El riu arriba al nord-est del poble, ressegueix tot el seu costat nord, el de ponent, i després tot el meridional, i se'n separa pel costat sud-est.
Modernament ha nascut al pla, prenent com a eix la carretera BV-1341, un poble modern, a l'entorn de la Tenda, Cal Pastor i Can Pereredes. Encara més tardanament s'ha format un nou petit nucli davant i a migdia de la Casa de la Vila, on s'ha situat la farmàcia del poble.
Una bona quantitat de masies i cases disperses han format tradicionalment el poble i parròquia de Sant Quirze Safaja. Es tracta de les del Badó, Barnils, Can Bernat, Can Brugueroles, Cabanyals, Cal Carabrut, el Cerdà, Cal Climent, les Clotes, la Masia Coll de Poses, Cal Colomer, la Corona, Can Curt, les Ferreries, Can Gall, el Maset, Cal Mestre, Cal Pastor, Can Pereredes, Plana Serra, els Plans, Poses, Pregona, el Revolt, Can Riera, la Rovireta, les Saleres, la Caseta de Sant Miquel, Can Sants, el Serrà, Serracarbassa, Serratacó, Can Torrents i les Torres. A més, cal afegir-hi els antics sanatoris antituberculosos del Badó i Puigdolena, l'antic veïnat de la bòbila de la Teuleria i els dos molins, el de Llobateres i el de Baix.
Al cementiri parroquial de Sant Quirze Safaja està enterrat el conegut metge i poeta lleidatà Màrius Torres, que morí en el veí sanatori antituberculós de Puigdolena l'any 1942. El 2011 regia la parròquia principal del terme l'historiador i sacerdot Antoni Pladevall i Font.

## Història
Pascual Madoz parla breument de Safaja (San Quirse) en el seu Diccionario geográfico... del 1845. S'hi refereix dient que està situat en una zona muntanyes plena de boscos, amb bona ventilació i clima sa. Comptava amb 100 cases, dos poues, o pous de glaç, i un forn de vidre. El terreny hi era molt muntanyós, amb molts arbres i gran producció de glans. L'aigua del arroyo de Castelltersol (el Tenes) fertilitzava el terme i hi movia tres molins fariners. S'hi produïa sègol, aglans, poc vi i de baixa qualitat, llenya i pastures. Hi havia ubestiar i caça de diferents espècies. Tenia 24 veïns (caps de casa) i 215 ànimes (habitants). Bertí hi té el seu propi article.
A la Geografia General de Catalunya dirigida per Francesc Carreras i Candi i publicada el 1910, Cels Gomis, encarregat del volum dedicat a la província de Barcelona, dedica un apartat a Sant Quirze Safaja. S'hi pot llegir que és un poblet de 12 cases que, junt ab 85 més d'escampades, forma un municipi de 97 ab 291 habitants de fet y 291 de dret (...) té una escola mixta pera noys y noyes, un molí de farina y dos pus de gel. Segons Cels Gomis, que coincideix amb Madoz, el terme és molt muntanyós, i produeix sègol, llegums, aglans, llenya, pasturatges i un poc de vi. Acaba el breu article dient que el senyoriu correspon al Comte de Santa Coloma.
El 23 d'agost del 1937 el poble adoptà el nom de Quirze de Safaja, en l'onada que es donà aquell any de treure els noms de sants de les poblacions catalanes.

## Política

### Alcaldes
Al llarg dels segles xx i XXI, els Alcaldes de Sant Quirze Safaja han estat:
| - Restauració: - Joan Brosa i Sans (1900-1913) - Pere Torras i Permanyer (1914-1920) - Vicenç Baucells i Sans (1920-1921) - Jaume Brosa i Munts (1921-1923) - Dictadura del general Primo de Rivera: - Ramon Salabert i Ferrer (1924-1930) - Joan Torras i Casals (1930-1931) | - II República i Guerra Civil: - Joan Torras i Casals (1931-1933) - Feliu Sala i Giol (1933-1934) - Joan Torras i Casals (1934-1936) - Josep Llussà i Tarrés (1936-1939) - Dictadura del general Franco: - Joan Torras i Casals (1939-1957) - Pere Sans i Druguet (1957-1971) - Lluís Badó i Noguera (1971-1979) | - Transició democràtica i actualitat: - Lluís Badó i Noguera (1979-1983) - Antoni Vila i Rodés (1983-1991) - Cosme Guiteras i Capdevila (1991-2003) - Maria Assumpció Camps i Garcia (2003-2007) - Ramon Banús i Crusellas (2007-2015) - Anna Guixà i Fisas (2015-) |

### Regidors
Des del 1979, any de la reinstauració del sistema democràtic de formació dels ajuntaments, han estat regidors de Sant Quirze Safaja les persones següents: Lluís Badó Noguera, Josep Badó Torras, Ramon Banús Crusellas, Ramon Bou Crosas, Joan Bou Perna, Pere Bou Perna, Maria Assumpció Camps Garcia, Montserrat Cànovas Maeztu, Jaume Ferrer Cirera, Hugo Freire Gil, Anna Freixas Torras, Ferran Garcia Quintanilla, Josep Guiteras Arisa, Pere Guiteras Arisa, Cosme Guiteras Capdevila, Francesc d'Assís Guiteras Sans, Griselda Guiteras Sans, Anna Guixà Fisas, Luis Lazaro Ruiz, Carles Loré Barraguer, Guillem Maluenda Colomer, Jaime Mas Vila, Luis Piella Vila, Ferran Ripoll Minguillon, José Luis Roger Pérez, Lluís Roig Ayza, Marc Romera Cots, Jesús Sala Viñas, Maria Dolors Salvador Garcia, Josep Sans Postius, Maria Núria Serra Guillén, Juan Sosa Navarro, Francesc Josep Sosa Tuneu, Sònia Sosa Tuneu, Joan Torras Margenat, Ester Valero Delgado, Antoni Vila Calles i Antoni Vila Rodés.

### Legislatura 2015-2019
| Candidatura | Candidatura | Cap de llista                 | Vots | Regidors | % vots |
| ----------- | ----------- | ----------------------------- | ---- | -------- | ------ |
|             | CIU         | Anna Guixà i Fisas            | 169  | 4        | 51,52  |
|             | ISQS-CP ]   | Maria Assumpció Camps Garcia  | 133  | 3        | 40,45  |
|             | PP          | María Asunción Casadesus Sala | 12   | 0        | 3,66   |
| Total       | Total       | 331                           | 331  | 7        |        |

- Anna Guixà i Fisas (CiU), alcaldessa
- Luis Piella Vila (CiU), regidor
- Luis Lazaro Ruiz (CiU), regidor
- Maria Núria Serra Guillén (CiU), regidora
- Maria Assumpció Camps Garcia (ISQS-CP), regidora
- José Luis Roger Pérez (ISQS-CP), regidor
- Hugo Freire Gil (ISQS-CP), regidor.

## Demografia
| 1497 f | 1515 f | 1553 f | 1717 | 1787 | 1857 | 1877 | 1887 | 1900 | 1910 |
| ------ | ------ | ------ | ---- | ---- | ---- | ---- | ---- | ---- | ---- |
| 23     | 24     | 28     | 190  | -    | 524  | 365  | 299  | 291  | 300  |

| 1920 | 1930 | 1940 | 1950 | 1960 | 1970 | 1981 | 1990 | 1992 | 1994 |
| ---- | ---- | ---- | ---- | ---- | ---- | ---- | ---- | ---- | ---- |
| 273  | 277  | 345  | 281  | 274  | 280  | 321  | 257  | 248  | 248  |

| 1996 | 1998 | 2000 | 2002 | 2004 | 2006 | 2008 | 2010 | 2012 | 2014 |
| ---- | ---- | ---- | ---- | ---- | ---- | ---- | ---- | ---- | ---- |
| 282  | 305  | 369  | 441  | 529  | 579  | 617  | 640  | 648  | 644  |

| 2016 | 2018 | 2020 | 2022 | 2024 | 2026 | 2028 | 2030 | 2032 | 2034 |
| ---- | ---- | ---- | ---- | ---- | ---- | ---- | ---- | ---- | ---- |
| -    | 637  | 631  | 672  | 669  | -    | -    | -    | -    | -    |